# Taranatiriça
Taranatiriça foi uma banda de rock formada no final da década de 70 em Porto Alegre, Rio Grande do Sul, tendo iniciado suas atividades logo no início da década seguinte. Influenciados pelo heavy metal, a banda lançou dois LPs de forma independente.
A banda começou em 1979 com Cau Hafner (bateria), Flávio Santos (baixo) e Marcelo Truda (guitarra); em 1983 entrou Paulo Mello (baixo) e no final do mesmo ano entrou Alemão Ronaldo, segundo relata Paulo Mello e Carlos Eduardo Miranda em "Gauleses irredutíveis" (AVILA et al, 2001, p. 30-31)
Em 1981 a banda era formada por Cau Hafner (bateria), Flávio Santos (baixo), Marcelo Truda (guitarra) Carlos Eduardo Miranda (teclados) e Rodrigo Correa (guitarra) e fez apresentações de rock instrumental (AVILA et al, 2001, p. 32-33).

## Discografia

### Álbuns de estúdio
- 1985: Totalmente rock (Gravadora Acit - 827110)
- 1987: Taranatiriça 2 (Gravadora Copacabana - 15001)

### Compilações
- 1984: Rock garagem I - com a música Rockinho (Gravadora ACIT - 8251811)